# Джон Купер
Джон Ландрум Купер (англ. John Landrum Cooper; нар. 7 квітня 1975, Мемфіс, Теннессі, США) — американський музикант, вокаліст і басист номінованого на Греммі християнського рок-гурту Skillet з 1996.

## Кар'єра

### Гурт Seraph
Джон брав участь в групі Seraph (Серафим). Перед тим, як розпастися, група випустила 4 демо-пісні.

### Гурт Skillet
Джон сформував Skillet в 1996 році разом з Кеном Стертом. Вони обидва познайомилися під час гастролей їх попередніх груп. Джон як вокаліст з Теннессі прогресивної рок-групи Seraph і Кен Стерт як гітарист групи Urgent Cry (строковий плач). Оскільки колективи незабаром розпалися, їхній духовний батько надихнув їх на створення своєї власної групи як сайд-проекту. Виходячи з різних стилів рок-музики, вони вирішили назвати свій експеримент Skillet (сковорода). Незабаром до них приєднався Трей Макларкін як тимчасовий барабанщик. Гурт був остаточно зібраний через місяць, коли вони отримали інтерес до найбільшого християнського лейблу звукозапису ForeFront Records, і були там згодом записані. Кен Стерт покинув гурт у 1999 році, а Трей Макларкін — у 2000 році, залишивши Джона як єдиного засновника групи та головного поета і композитора.

### Інші збірники
Джон виконував роль вокаліста в Hero: The Rock Opera. Згідно з рецензією, Купер не брав участі в турі рок опери (він тільки виконав вокальну партію Раббі Каї в саундтреку), а на його місці був вокаліст з Fusebox Біллі Буханан.
Джон брав участь у написанні синглу групи Decyfer Down «Best I Can»
Купер також співав в альбомі Tobymac «Tonight» в заголовному треку.

## Особисте життя
Джон Купер неодноразово заявляв, що народився і виріс у дуже релігійній сім'ї та атмосфері, і слухати рок-музику в домі його батьків було заборонено. "Не можна було носити чорне, не можна було слухати нічого з барабанами, нічого з гітарами, не можна було мати довге волосся, не можна було робити те і не можна було робити те. Все було таким гнітючим. Коли я читав Біблію, то думав: "Це не те, що написано в Біблії". Мені подобається ідея жити для Ісуса, але я ненавиджу ідею жити для тебе". Розумієте?"
Купер походив з музичної родини. Його мати була вчителькою гри на фортепіано і співачкою в церкві, до якої він ходив. Він почав співати в дуже юному віці, грати на гітарі приблизно у віці 18 років і на бас-гітарі у віці 19 років.
Джон одружений з Корі Купер (ім'я при народженні Korene Marie Pingitore), клавішницею й гітаристкою гурту Skillet. У обох є весільні тату на пальцях у вигляді обручок замість традиційних коштовностей. У них є двоє дітей: Олександрія (Alexandria) (народилася в 2002), і Ксавіер (Xavier) (народився в 2005).
У 2010 році на Creation Festival Джон дав інтерв'ю, в якому він сказав: "Раніше ми ніколи не завели б дітей «на півдорозі», не збиралися робити цього. І пізніше Господь заговорив з нами, показуючи, що в його силах змінювати думки людей, чи не так? І потім Господь починає говорити мені про дітей, і я так про себе: «Дійсно?». — "Так, але ми вже прийняли рішення не робити цього (поки не заводити дітей), і Бог ніби: «Ну, мені все одно». І ось так це і сталося. Це був великий шок для нас, бо ми були проти цього, але потім, знову ж таки, ми не знали, як довго може Skillet бути на сцені. Я навіть не знав, що в свої 35 я все ще буду займатися цією справою (про гурт). "
Джон — великий шанувальник безалкогольного газованого напою Dr Pepper, і можна побачити, як він п'є його в численних подкастах Skillet. Це відбувається так часто, що другий гітарист групи Бен Касіка звертався до Джона як до професійного знавця газованки в одному з Інтернет-мовленнь. Джон також стверджував, що любить Ted's Mexican в місті Оклахома. Він любить колекціонувати постери Спайдермена і Бетмена. Його прізвисько «Doggy» (собачка) часто згадується в подкастах Skillet.
Часто обговорюваний інтерес Джона — це його любов до музики 80-х. У 2008 він жартівливо заявив: " Я фанатію від будь-якої групи зі спандексом і реально довгим волоссям. Stryper на всю котушку!" Він завжди висловлював свою симпатію до Маллет і до балад 80-х, кажучи, що «у кожної гарної метал-групи повинна бути крута балада». Ці інтереси стали жартом в колі фанів і учасників гурту.
Купер був відвертим критиком "руху деконструкції", вважаючи, що багато церков нехтують викладати Євангеліє так, як написано в Біблії: "Настав час для церкви знову відкрити для себе верховенство Слова. І цінувати вчення Слова. Ми повинні цінувати істину, а не почуття. Правду над емоціями".